# Zuidhorn (stacja kolejowa)
Zuidhorn (ned: Station Zuidhorn) – stacja kolejowa w Zuidhorn, w prowincji Groningen, w Holandii. Stacja znajduje się na linii Harlingen – Nieuwe Schans.

## Linie kolejowe
- Linia Harlingen – Nieuwe Schans

## Połączenia
- 37400 Stoptrein (Arriva) Leeuwarden – Zuidhorn – Groningen